# Prostate Cancer and Prostatic Diseases
Prostate Cancer and Prostatic Diseases è una rivista medica trimestrale sottoposta a revisione paritaria, che tratta tutti gli aspetti delle malattie della prostata, in particolare il cancro prostatico, oggetto di un'intensa ricerca di base e clinica in tutto il mondo. La rivista riporta anche i nuovi sviluppi in materia di diagnosi, chirurgia, radioterapia, scoperta di farmaci e gestione medica.
Prostate Cancer and Prostatic Diseases è una rivista di interesse per chirurghi, oncologi e medici che curano i pazienti e per coloro che si occupano di ricerca sulle malattie della prostata. La rivista tratta le tre aree principali: cancro alla prostata, sintomi urinari bassi maschili e prostatite.
È stata fondata nel 1997. Roger Kirby è stato il suo redattore e fondatore, mentre Judd Moul è diventato co-redattore insieme a Kirby nel 2003. È pubblicata dalla Nature Publishing Group.
Al caporedattore Stephen J. Freedland (Cedars-Sinai Medical Center) è succeduto Cosimo De Nunzio (Università Sapienza di Roma).
Secondo il Journal Citation Reports, nel 2020 Prostate Cancer and Prostatic Diseases ha avuto un fattore di impatto pari a 5,554, collocandosi al 16º posto fra 90 riviste nella categoria "Urologia e nefrologia" e al 77º posto fra 242 riviste nella categoria Oncologia". Al 2025 ha avuto un indice H pari a 81.